# 橘麻紀
橘 麻紀（たちばな まき、1951年2月6日 - ）は、福島県相馬郡小高町（現・南相馬市）出身の女優、歌手。身長167cm、B90cm、W60cm、H90cm（1973年頃）。

## 来歴・人物
父親は興行の世界で働き、娘を歌手にすることを小さな頃から決め、3歳のとき福島から上京。1969年、福島県立小高農工高等学校を卒業後、歌手を志して上京しモデルとして活動した後、19歳の1972年に「加納エリ子」名義で、2歳年の鯖を読み、シングル「汽笛が泣いている」で歌手デビュー。身長とスリーサイズは当時のミス・ユニバースと同じサイズだったと橘は話している。自慢の美脚に1億円の保険をかけて話題を呼んだが、同時期の朱里エイコのミニスカート、山本リンダのヘソ出しルックに蹴られる。
東映のプロデューサー・日下部五朗が雑誌のグラビアで加納を見つけ、「この娘を連れて来い！」と指示し、山城新伍のマネージャーに東映京都撮影所に来るよう口説かれたが、「京都なんて知らないから嫌！」と断った。しかし今度は日下部から母親と一緒に銀座へ呼び出され、その場でギャラの提示を受け、女優転身を承諾した。1974年2月に、東映に入社し、加納エリ子名義で『やくざ対Gメン 囮』で映画初出演。その後改名した「橘真紀」は、当時の岡田茂東映社長の命名。『ジーンズブルース 明日なき無頼派』で本格的に女優に転身した。
1975年の『好色元禄㊙物語』に出演する際、堂々と脱ぐカルーセル麻紀にあやかり、「橘麻紀」に改名し、『くの一忍法 観音開き』で初主演を務めた。「橘麻紀」は脱ぐとき用の名前のつもりだっため、サインは「橘真紀」と書くという。
ピラニア軍団のメンバーといわれることが多い。
2023年現在は東京都練馬区桜台で「スナックおりづる」という店を開いてることをアートディレクターの中平一史が2023年1月27日に配信された東映のYouTubeチャンネル「東映シアターオンライン」で明かしている。

## 主な出演作品

### 映画
- やくざ対Gメン 囮（1973年6月、東映） - 山口由美 【加納エリ子 名義】[4]
- ジーンズブルース 明日なき無頼派（1974年3月、東映） - マリ 【橘 真紀 名義】
- 山口組外伝 九州進攻作戦（1974年4月、東映） - 陽子
- 唐獅子警察（1974年6月、東映） - 亮子
- 仁義なき戦い 完結篇（1974年6月、東映） - 光子
- 実録飛車角 狼どもの仁義（1974年10月、東映） - カルメンお雪
- 極道VS不良番長（1974年11月、東映） - テンコ [5]
- 新仁義なき戦い（1974年12月、東映） - 富田幸枝
- まむしと青大将（1975年3月、東映） - 洋子
- 県警対組織暴力（1975年4月、東映） - カスミ
- 暴動島根刑務所（1975年6月、東映） - 阿井昌子
- 暴力金脈（1975年8月、東映） - 牧 照代
- 好色元禄㊙物語（1975年10月、東映） - お七【橘 麻紀 名義】
- 極道社長（1975年10月、東映） - 中沢圭子
- くの一忍法 観音開き（1976年2月、東映） - お乱[6]
- 狂った野獣（1976年5月、東映） - 立花かおる
- 戦後猟奇犯罪史（1976年6月、東映） - 「西口彰事件」山崎ふじの
- 徳川女刑罰絵巻 牛裂きの刑（1976年9月、東映） - おさと
- バカ政ホラ政トッパ政（1976年10月、東映） - 小夜子
- やくざ戦争 日本の首領（1977年1月、東映） - 北村ユカ
- ピラニア軍団 ダボシャツの天（1977年2月、東映） - ちどり
- 日本の仁義（1977年5月、東映） - 恵津子
- ドーベルマン刑事（1977年7月、東映） - 美代子
- らしゃめん（1977年9月、東映） - お園 [7]
- 日本の首領 野望篇（1977年10月、東映） - 箕輪秋子
- 赤穂城断絶（1978年10月、東映） - 大高しの
- 総長の首（1979年3月、東映） - 八代邦代
- その後の仁義なき戦い（1979年5月、東映） - 藤岡伸子
- 真田幸村の謀略（1979年9月、東映） - さつき
- 日本の黒幕（1979年10月、東映） - 沢井加代子
- 影の軍団 服部半蔵（1980年2月、東映） - 矢田局
- 純（1980年9月、 東映セントラルフィルム） - グラマラスな女
- 忍者武芸帖 百地三太夫（1980年11月、東映） - お艶
- アゲインスト むかい風（1981年11月、東映セントラルフィルム） - 美恵 [8]
- 青春の門 自立篇（1982年1月、東映） - 静子

### テレビドラマ
- 賞金稼ぎ（1975年4月6日 - 10月5日、NET/東映）【橘 真紀 名義】[9]
  - 第7話「サムライの挽歌」 - 奈美
  - 第18話「国境のローンウルフ」 - 綾
- プレイガールQ　第45話「風に逆らうメス狼」（1975年、12ch / 東映） - あや子
- 五街道まっしぐら!　第8話「三国峠に鬼女が舞う」（1976年12月4日、NET/東映）【橘 麻紀 名義】[10]
- 特捜最前線（テレビ朝日/東映）
  - 第32話「殉職・涙と怒りの花一輪」（1977年11月9日）
  - 第97話「追跡I・白銀に消えた五億円!」（1979年2月7日）
  - 第98話「追跡II・愛と死の大雪原!」（1979年2月14日）
- 人間の証明　第12話（1978年、毎日放送/東映）
- 桃太郎侍　第72話「絵筆に賭けた命」（1978年2月26日、日本テレビ/東映） - お染
- 野性の証明（1979年1月6日 - 1979年3月31日、毎日放送/東映）
- バトルフィーバーJ　第2話「エゴス怪人製造法」（1979年2月10日、テレビ朝日/東映/東映エージエンシー） - 天野ひかる
- 西部警察 (PART1)　第7話「暴走刑事を撃て」（1979年11月25日、テレビ朝日・石原プロモーション）
- 仮面ライダー（新）（毎日放送/東映）【橘 麻記 名義】
  - 第10話「見た! カニンガージンの秘密」（1979年12月7日） - 純子先生
  - 第26話「3人ライダー対ネオショッカーの学校要塞」（1980年3月28日） - 遠藤先生
- 服部半蔵 影の軍団　第1話「虎は嵐に爪をとぐ（1980年、KTV / 東映）- お楽の方
- 江戸の牙　第14話「秘境 女軍団逆襲す」（1980年1月1日、テレビ朝日・三船プロダクション） - 野菊
- 土曜ワイド劇場 映画村殺人事件 愛の邪魔ものを消せ! (1980年5月)

## 音楽

### シングル
| リリース月           | A/B                  | タイトル                             | 名義                 | 作詞                      | 作曲                 | 編曲                 | 企画品番             | 備考       |
| ワーナー・パイオニア | ワーナー・パイオニア | ワーナー・パイオニア                 | ワーナー・パイオニア | ワーナー・パイオニア      | ワーナー・パイオニア | ワーナー・パイオニア | ワーナー・パイオニア |            |
| -------------------- | -------------------- | ------------------------------------ | -------------------- | ------------------------- | -------------------- | -------------------- | -------------------- | ---------- |
| 1972年5月            | A面                  | 汽笛が泣いている                     | 加納エリ子           | 千家和也                  | 都倉俊一             | 都倉俊一             | EP:L-1085R           |            |
| 1972年5月            | B面                  | 太陽が沈むまで                       | 加納エリ子           | 千家和也                  | 都倉俊一             | 都倉俊一             | EP:L-1085R           |            |
| 1972年12月           | A面                  | 目ざめた朝                           | 加納エリ子           | 千家和也                  | 井上忠夫             | 馬飼野俊一           | EP:L-1109R           |            |
| 1972年12月           | B面                  | 愛は誰のために                       | 加納エリ子           | 千家和也                  | 井上忠夫             | 馬飼野俊一           | EP:L-1109R           |            |
| キングレコード       |                      |                                      |                      |                           |                      |                      |                      |            |
| 1982年               | A面                  | わたしは女                           | 橘 麻紀              | 森 誠                     | 森 誠                | 高見 弘              | EP:NCS-1678          | 自主製作盤 |
| 1982年               | B面                  | 私は一人                             | 橘 麻紀              | 中村吉伸                  | 宮西 渡              | 高見 弘              | EP:NCS-1678          | 自主製作盤 |
| 1984年3月            | A面                  | ミオ・ミオ・ミオ（忘れられない貴方） | たちばな麻紀         | 鄭 旭／日本語詞：谷村新司 | 鄭 豊松              | (不明)               | EP:K07S-524          |            |
| 1984年3月            | B面                  | 私は一人                             | たちばな麻紀         | 中村吉伸                  | 宮西 渡              | 高見 弘              | EP:K07S-524          |            |